# فهرست وابسته‌های دیپلماتیک در افغانستان

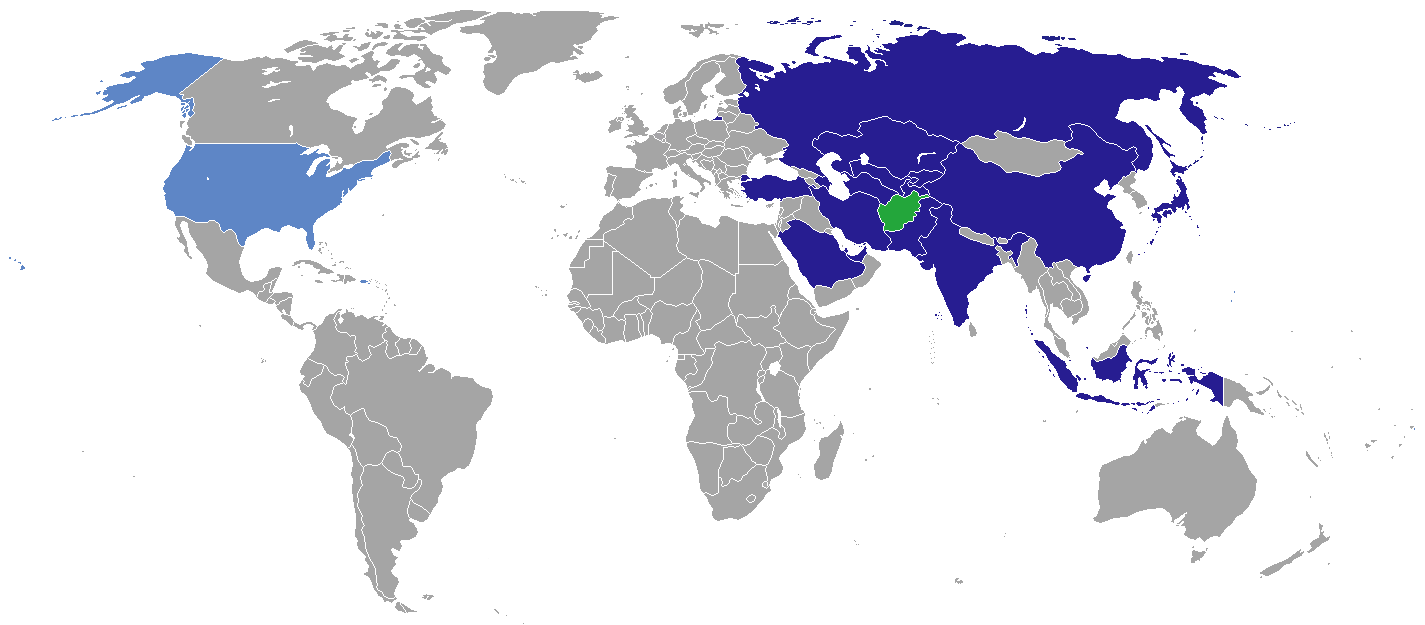
نقشه کشورهای دارنده سفارت در افغانستان

این فهرستی از سفارت‌ها و کنسولگری‌های کشورها در افغانستان است.

## آسیا
- ازبکستان (سفارت)
- امارات متحده عربی (سفارت)
- ایران (سفارت)
- پاکستان (سفارت)
- تاجیکستان (سفارت)
- ترکمنستان (سفارت)
- ترکیه (سفارت)
- چین (سفارت)
- ژاپن (سفارت)
- عراق (سفارت)
- عربستان سعودی (سفارت)
- قرقیزستان (سفارت)
- قزاقستان (سفارت)
- کره جنوبی (سفارت)
- هند (سفارت)

## آفریقا
- لیبی(سفارت)
- مصر (سفارت)

## اروپا
- آلمان (سفارت)
- اسپانیا (سفارت)
- بریتانیا (سفارت)
- بلغارستان (سفارت)
- جمهوری چک (سفارت)
- دانمارک (سفارت)
- روسیه (سفارت)
- رومانی (سفارت)
- سوئد (سفارت)
- فرانسه (سفارت)
- فنلاند (سفارت)
- لهستان (سفارت)
- مجارستان (سفارت)
- نروژ (سفارت)
- هلند (سفارت)

## آمریکا
- ایالات متحده آمریکا (سفارت)
- کانادا (سفارت)

## اقیانوسیه
- استرالیا (سفارت)
- اندونزی (سفارت)

## کنسولگری‌ها

### هرات
- ایران (کنسولگری)
- هند (کنسولگری)
- پاکستان (کنسولگری)
- ترکمنستان (کنسولگری)

### قندهار
- ایران (کنسولگری)
- پاکستان (کنسولگری)
- هند (کنسولگری)

### مزار شریف
- هند (کنسولگری)
- ایران (کنسولگری)
- پاکستان (کنسولگری)
- قزاقستان (کنسولگری)
- روسیه (کنسولگری)
- آلمان (کنسولگری)
- ترکمنستان (کنسولگری)
- ازبکستان (کنسولگری)
- تاجیکستان (کنسولگری)
- ترکیه (کنسولگری)

### جلال‌آباد
- هند (کنسولگری)
- پاکستان (کنسولگری)

## نمایندگی‌های دیپلماتیک غیر مقیم برای افغانستان
شهر محل اقامت در اسلام‌آباد است، مگر در موارد دیگری ذکر شده باشد
1. ارمنستان (تهران)
2. جمهوری آفریقای مرکزی (دوحه)
3. گرجستان (عشق آباد)
4. گینه بیسائو (تهران)
5. کنیا (تهران)
6. ماکائو (بیجینگ)
7. مالدیو
8. موریس
9. مالزی (دهلی نو)
10. فیلیپین
11. سیرالئون (تهران)
12. تایلند
13. توگو (شهر کویت)
14. تانزانیا (ریاض)
15. ویتنام
16. یمن
17. زامبیا
18. زیمبابوه (تهران)